# Tom Benetollo
Tom Benetollo (Vigonza, 22 febbraio 1951 – Roma, 20 giugno 2004) è stato un politico e leader del pacifismo italiano.

## Biografia
Nel 1970 si trasferisce a Padova dove frequenta la locale università e collabora con alcune testate quali l'Unità e Veneto Sette. Nello stesso anno si iscrive al Partito Comunista Italiano e dopo la laurea lavora con alcune aziende agricole. Nel 1973 si iscrive alla FGCI, militando nella Federazione di Padova (nel 1975 fonderà con altri il giornale Il Collettivo): tale esperienza lo convince a lasciare ogni incarico lavorativo e a dedicarsi completamente alla politica.
Nominato dapprima funzionario della segreteria regionale della FGCI del Veneto ed in seguito segretario regionale, nel 1981 si trasferisce a Roma dove diventa il responsabile agli esteri della FGCI nazionale. In questa veste lotta contro l'installazione degli euromissili a Comiso e parteggia per la denuclearizzazione dell'Europa. Notato da Enrico Berlinguer, nel 1983 è responsabile pace per l'Ufficio esteri del PCI, che contribuirà ad allontanare dall'influenza dell'Unione Sovietica.
Nel 1987 si allontana dalla vita politica per iscriversi all'ARCI, di cui sarà presidente nazionale dal 1997 fino alla morte (in precedenza era stato, dal 1993, presidente di ArciNova, l'associazione  più grande tra quelle che costituivano la Confederazione ARCI): per molto tempo fu anche il principale punto di riferimento dell'Arcs - Arci Cultura e Sviluppo (la Ong dell'ARCI - www.arcsculturesolidali.org) e di Ucca (l'Unione circoli cinematografici ARCI).
Aderente al movimento no-global, nel 2001 prende parte alle conferenza del Social Forum di Porto Alegre e di Mumbai. Si schiera in difesa di tutti i diritti, da quelli del mondo del lavoro a quelli dei gay e di tutte le minoranze sessuali e linguistiche e lotta per la chiusura dei Cpt, cercando di rendere più facile la cittadinanza di residenza e il diritto d'asilo agli immigrati. Muore prematuramente, all'età di 53 anni, a causa di un aneurisma dell'aorta.